# Пасько, Николай Фёдорович
Николай Фёдорович Пасько (1918—1982) — лётчик-ас, полковник Советской Армии, участник Великой Отечественной и Корейской войн, Герой Советского Союза (1945).

## Биография
Николай Пасько родился 12 декабря 1918 года в селе Скрипаи (ныне в Змиёвском районе Харьковской области Украины). После окончания семи классов школы работал слесарем на заводе. Занимался в аэроклубе, окончил школу лётчиков-инструкторов. В декабре 1939 года Пасько был призван на службу в Рабоче-крестьянскую Красную Армию. В 1940 году он окончил Качинскую военную авиационную школу лётчиков. Член партии ВКП (б) с 1942 года. С октября 1942 года — на фронтах Великой Отечественной войны.
К марту 1945 года гвардии старший лейтенант Николай Пасько командовал эскадрильей 28-го гвардейского истребительного авиаполка 5-й гвардейской истребительной авиадивизии 11-го истребительного авиакорпуса 3-й воздушной армии 3-го Белорусского фронта. К тому времени он совершил 265 боевых вылетов, принял участие в 32 воздушных боях, сбив 15 вражеских самолётов, нанёс большие потери противнику во время авианалётов.
Указом Президиума Верховного Совета СССР от 18 августа 1945 года за «проявленное мужество и героизм, сбитые 15 самолётов противника» гвардии лейтенант Николай Пасько был удостоен высокого звания Героя Советского Союза с вручением ордена Ленина и медали «Золотая Звезда» за номером 8892.
После окончания войны Пасько продолжил службу в Советской Армии. Участвовал в боях Корейской войны в должности командира 67-го истребительно-авиационного полка (пилотируя самолёт МИГ-15), хотя не имел побед в воздушных боях. В декабре 1950 года полк Пасько был переброшен в материковый Китай, где Пасько обучал северокорейских и китайских лётчиков пилотированию МИГ-15. В 1953 году он окончил Высшие лётно-тактические курсы. В 1956 году в звании полковника Пасько был уволен в запас. Проживал и работал сначала в родном селе, где был избран председателем колхоза, затем в Харькове. Скончался 16 июля 1982 года, похоронен на харьковском городском кладбище № 4.
Был награждён орденом Ленина, тремя орденами Красного Знамени, орденом Красной звезды, орденами Отечественной войны 1-й степени и Красной Звезды, рядом медалей («За взятие Кенигсберга», «За боевые заслуги» и др.).